# Julio Prieto Posadas
Julio Prieto Posadas (Ciudad de México, 21 de diciembre de 1912 - ibídem, 18 de enero de 1977) fue un ilustrador, escenógrafo y académico mexicano.

## Semblanza biográfica
Su padre fue el pintor Valerio Prieto, de quien heredó el gusto por la pintura y la ilustración de libros. Ingresó a la Academia de San Carlos para estudiar arquitectura, aunque no concluyó la carrera, obtuvo conocimientos de matemáticas, geometría, dibujo constructivo e historia del arte.
Se desempeñó como dibujante en la Oficina de Publicaciones de la  Secretaría de Educación Pública.  Trabajó para la Imprenta Universitaria ilustrando varias obras de la colección Biblioteca del Estudiante Universitario, entre ellas El libro del consejo,  Crónicas de la Conquista de Francisco Cervantes de Salazar, Autos y coloquios del siglo XVI, Los pechos privilegiados y Las paredes oyen de Juan Ruiz de Alarcón, Poesías profanas de fray Manuel de Navarrete, Semblanzas e ideario de Lucas Alamán, Pueblo y canto de Ángel del Campo, Prosas de Justo Sierra, El Pensador Mexicano de José Joaquín Fernández de Lizardi, Cuentos, crónicas y ensayos de Manuel Gutiérrez Nájera, el Chilam Balam de Chumayel, Doctrina de fray Bartolomé de las Casas, Estudios de Gabino Barreda, La linterna mágica de José T. Cuéllar, Discursos, memorias e informes de Miguel Ramos Arizpe, Antología poética de Salvador Díaz Mirón, Monarquía indiana de Juan de Torquemada, Los mejores poemas de Juan José Tablada y Autos sacramentales de Sor Juana Inés de la Cruz entre muchas otras obras. Asimismo ilustró Al filo del agua de Agustín Yáñez y Los hombres que dispersó la danza de Andrés Henestrosa.
En 1942 realizó su primer trabajo escenográfico para la obra Vuelta a la tierra de Miguel N. Lira la cual fue presentada en el Teatro Abreu, a partir de entonces realizó la escenografía de más de quinientas obras teatrales. De 1948 a 1960 impartió clases de escenografía en la Escuela Nacional de Arte Teatral del Instituto Nacional de Bellas Artes (INBA) y de 1948 a 1954 en la Academia de Arte Dramático de la Asociación Nacional de Actores  (ANDA). Colaboró con el arquitecto Pedro Ramírez Vázquez en la Galería de Historia y en el Museo Nacional de Antropología. Por otra parte, diseñó las instalaciones del Teatro de los Insurgentes, del Teatro Jiménez Rueda y del Teatro Ferrocarrilero.
Murió el 18 de enero de 1977. El Teatro Xola de la Ciudad de México fue rebautizado en su honor.

## Premios y distinciones
- Premio al Mejor Escenógrafo, por el periódico Novedades en 1947, por la escenografía de El Emperador Jones de Eugene O'Neill presentado en el Palacio de Bellas Artes.
- Premio por la escenografía de la ópera Mefistófeles de Arrigo Boito, otorgado por la Asociación Nacional de Críticos de Teatro en 1948, la cual fue presentada en el Palacio de Bellas Artes.
- Premio por la escenografía de la obra La muñeca muerta de Horacio Ruiz de la Fuente, otorgado por la Asociación Nacional de Críticos de Teatro, en 1956.
- Homenaje en el Teatro del Bosque por sus 35 años de escenógrafo organizado por la Federación Teatral y sus agrupaciones (TEEUS); la Asociación Nacional de Actores (ANDA); el Centro Mexicano del Teatro, correspondiente al Instituto Internacional de la Unesco y los técnicos del foro, en 1970.
- Premio Nacional Especial de Escenografía otorgado por la Unión Nacional de Críticos en reconocimiento a su trayectoria, en 1976.
- Premio Nacional de Ciencias y Artes en el área de Bellas Artes por el gobierno de México en 1976.[3]